# Exochus cephalotes
Exochus cephalotes là một loài tò vò trong họ Ichneumonidae.